# Lingue ugrofinniche
Le lingue ugrofinniche o finnougriche sono un gruppo linguistico diffuso soprattutto nell'Europa orientale e settentrionale, facente parte della famiglia delle lingue uraliche assieme alle lingue samoiede.
Lo status del gruppo ugrofinnico come sottofamiglia delle uraliche, in passato accettato universalmente e basato su criteri formulati nel XIX secolo, è stato criticato da alcuni linguisti contemporanei come Tapani Salminen e Ante Aikio, che ritengono inaccurato e fuorviante. Le tre lingue uraliche più parlate, ungherese, finlandese ed estone, sono tutte incluse nel gruppo ugrofinnico, sebbene le radici linguistiche comuni ad entrambi i rami dell'albero delle lingue ugrofinniche, cioè il finnopermico e l'ugrico, siano distanti. Talvolta, il termine "ugrofinnico" è usato come sinonimo del termine "uralico", che comprende le lingue samoiede, fatto comune quando una famiglia linguistica si espande con nuove scoperte.
Diversamente dalla maggior parte delle lingue europee, le lingue ugrofinniche non hanno un legame di parentela con la famiglia delle lingue indoeuropee. Molte delle lingue ugrofinniche più piccole si trovano in pericolo o sono prossime all'estinzione.

## Classificazione delle lingue

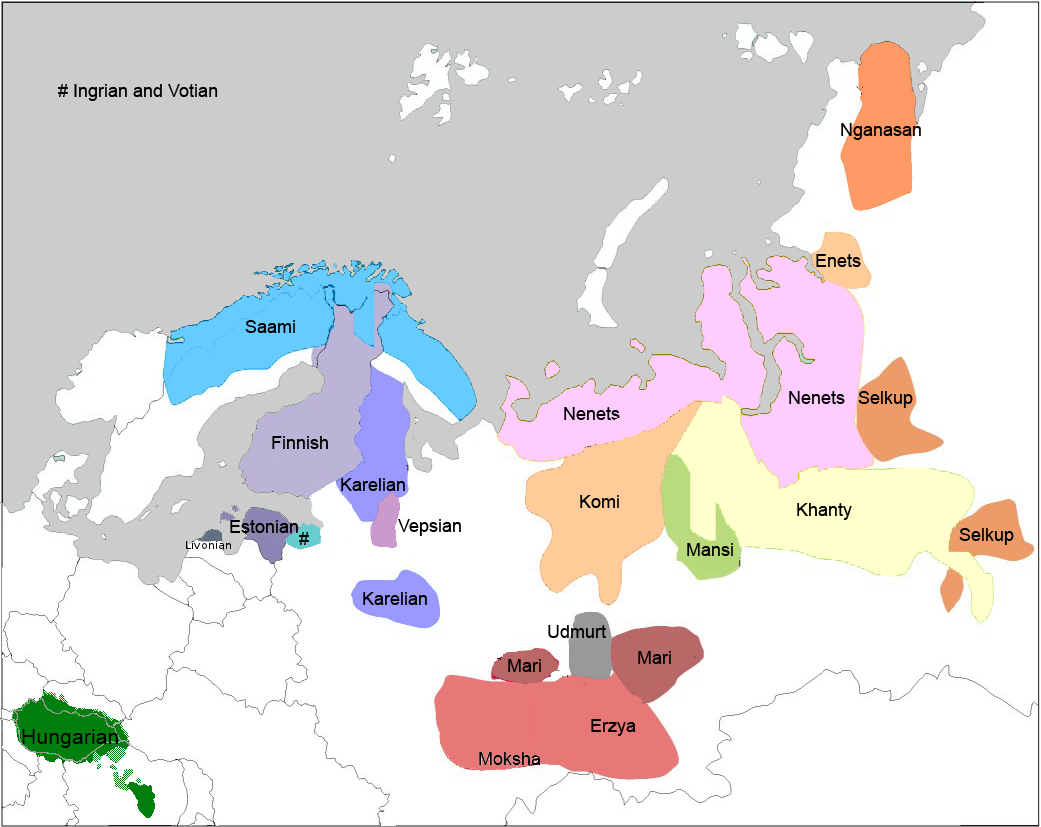
Estensione geografica delle lingue uraliche. Nenets, enets, selcupo e nganasan appartengono al sottogruppo samoiedo, le rimanenti sono classificate come ugrofinniche.

Le lingue ugrofinniche si possono classificare in tre gruppi: le lingue obugriche, le lingue ugriche e le lingue finnopermiche.
Obugrico
- ostiaco
- vogulo

Ugrico
- ungherese (magiaro)

Finnopermico
- Permico
  - sirieno
  - permiaco
  - votiaco
- Finnovolgaico
  - ceremisso
  - mordvino
    - erza
    - mokša

  - Lingue morte (finnovolgaiche)
    - merja
    - muroma
    - meščero

  - Finnolappone
    - Sami
      - Sami occidentale
        - sami meridionale
        - sami di Ume
        - sami di Lule
        - sami di Pite
        - sami settentrionale

      - Sami orientale
        - sami di Inari
        - sami di Kemi
        - sami skolt
        - sami di Akkala
        - sami di Kildin
        - sami di Ter

    - Baltofinnico
      - estone
      - finlandese
      - ingrico
      - careliano
        - careliano proprio
        - ludo
        - oloneziano (careliano di Aunus)

      - livone
      - vepso
      - voro (include seto)
      - votico

## Origini
Il luogo d'origine delle lingue ugrofinniche non è stato localizzato con certezza. Generalmente si presume che la Russia centrale e settentrionale ad ovest dei monti Urali sia la locazione più probabile, probabilmente nel periodo del III millennio a.C. Ciò viene suggerito dall'alta differenziazione intralinguistica nella medesima famiglia nella zona centrale del fiume Volga, dove si trovano tre rami altamente differenziati della famiglia uralica: le lingue mordvine, la lingua mari e le lingue permiche. Inoltre i nomi ricostruiti di piante ed animali (tra cui il peccio, il pino siberiano, il larice siberiano, il salice, l'olmo ed il riccio) sembrano ricollegarsi proprio a questi luoghi. Il proto-ugrofinnico ricostruito contiene prestiti dalle lingue iraniche ed indoarie, i più evidenti dei quali sono le parole per "ape" e "miele", probabilmente risalenti al tempo in cui le tribù indo-iraniche (come gli sciti ed i sarmati) abitavano le steppe eurasiatiche.
Si pensa che, già prima dell'arrivo delle tribù slave nell'area della moderna Russia, popolazioni ugrofinniche si trovassero nell'intera area tra gli Urali ed il Mar Baltico. Questa situazione coincide con la cultura della ceramica a pettine, una cultura dell'età della pietra che sembra corrispondere alle popolazioni ugrofinniche, all'incirca tra il 4200 a.C. ed il 2000 a.C.
Ci sono stati tentativi di dimostrare una parentela tra le lingue ugrofinniche e le lingue indoeuropee, ma non esistono sufficienti caratteristiche simili per stabilire un nesso di parentela certo. Esistono desinenze di declinazione simili, ma un lessico comune non è stato attestato e non si riescono a stabilire mutamenti fonetici.
Una porzione del lessico balto-finnico non è condivisa con le rimanenti lingue ugrofinniche e forse ciò è dovuto ad un substrato pre-finnico, che coincide in parte con il substrato delle lingue baltiche (indoeuropee). In maniera simile, è stato ipotizzato che antenati delle popolazioni che oggi parlano lingue sami (lapponi) in origine parlassero lingue differenti, ma che abbiano in seguito adottato la loro lingua corrente sotto la pressione dei loro vicini di lingua finnica.
L'ipotesi che il luogo d'origine delle lingue ugrofinniche sia situabile nell'Europa settentrionale è stata sostenuta più dai dati archeologici e genetici che dai risultati linguistici. Kalevi Wiik ha ipotizzato che il proto-ugrofinnico fosse la lingua parlata nella maggior parte dell'Europa centrale e settentrionale e che i primi locutori ugrofinnici e la loro lingua si originassero nel territorio dell'odierna Ucraina (il cosiddetto "Rifugio ucraino") durante l'ultima glaciazione, quando l'intera Europa settentrionale era coperta di ghiaccio. Comunque, quest'ipotesi è stata rifiutata dalla quasi totalità dei comparativisti ugrofinnici; il modello di Wiik è stato criticato per aver confuso concetti genetici, archeologici e linguistici e molti considerano la teoria ascientifica.

## Caratteristiche strutturali
Tutte le lingue ugrofinniche condividono alcune caratteristiche strutturali e un vocabolario di base. Circa 200 parole base sono state proposte ed includono radici di sostantivi per concetti legati a nomi di parentela e parti del corpo. Questo vocabolario comune, secondo Lyle Campbell, include 55 parole relative alla pesca, 33 relative alla caccia, 12 relative alla renna, 17 relative alle piante commestibili, 31 relative alla tecnologia, 26 relative alle costruzioni, 11 relative al vestiario, 18 relative al clima, 4 relative alla società, 11 relative alla religione, e 3 relative al commercio, dando un'immagine interessante della società proto-ugrofinnica.
Le caratteristiche strutturali vengono considerate dai linguisti come una forte evidenza della parentela comune. Esse includono la declinazione per aggiunta di suffissi (come in latino). Le lingue ugrofinniche sono famose inoltre per avere un gran numero di casi grammaticali: il finlandese ne ha infatti almeno 15 e l'ungherese almeno 20.
Un'altra caratteristica è che i verbi vengono coniugati per persona e numero (tranne che per il basco, ciò è normale in tutte le lingue europee; per esempio il cinese, il vietnamita e altre lingue isolanti non condividono questa caratteristica).
Si nota inoltre la mancanza dell'espressione del genere grammaticale. Esiste solo il genere lessicale, per esempio re/regina e un pronome per esprimere il significato di egli ed ella, per esempio, hän in finlandese, tämä in votico, ta in estone ed ő in ungherese.
Infine le lingue ugrofinniche non possiedono in generale aggettivi e pronomi possessivi, come mio e tuo e trasmettono questa informazione attraverso la declinazione. In alcune lingue, si usa la forma genitiva dei pronomi personali per esprimere il possesso. Ad esempio: in estone mu koer "il mio cane" (letteralmente "cane di me"), in sami settentrionale mu beana "il mio cane" (letteralmente "cane di me") o beatnagan "il mio cane" (letteralmente "cane-mio"). In altre lingue si usa spesso, ma non necessariamente, un suffisso pronominale insieme alla forma genitiva del pronome personale: così in finlandese (minun) koirani, "il mio cane" (letteralmente "di me cane-mio"), da koira "cane". In maniera simile, l'ungherese, che non ha gli aggettivi possessivi, usa suffissi nominali possessivi, opzionalmente insieme ai pronomi; es. "il cane" = a kutya ma "il mio cane" =  a kutyám (letteralmente, "il cane-mio"). L'ungherese, comunque, ha sviluppato alcuni pronomi possessivi indipendenti; ad esempio, enyém "mio", tiéd "tuo" ecc. e vengono declinati; ad esempio, nominativo enyém, accusativo enyémet, dativo enyémnek, ecc.

## Vocabolario comune
Questo è un piccolo esempio delle parole imparentate nel vocabolario di base delle lingue uraliche, che illustra i cambiamenti fonetici. Si noti che in generale due parole imparentate non hanno sempre lo stesso significato; esse condividono solamente la stessa origine. Perciò, la traduzione italiana deve essere considerata un'approssimazione del significato originale e non una traduzione di ogni termine.
| Italiano  | Finlandese                             | Estone                               | Sami settentrionale | Sami di Inari | Mari  | Komi  | Ostiaco | Ungherese   | Ricostruzione ugrofinnica |
| --------- | -------------------------------------- | ------------------------------------ | ------------------- | ------------- | ----- | ----- | ------- | ----------- | ------------------------- |
| cuore     | sydän, sydäm-                          | süda, südam-                         | -                   | -             | šüm   | śələm | səm     | szív        | *śiδä(-mɜ) / *śüδä(-mɜ)   |
| grembo    | syli                                   | süli                                 | salla, sala         | solla         | šəl   | syl   | jöl     | öl          | *süle / *sile             |
| vena      | suoni                                  | soon                                 | suotna, suona       | suona         | šön   | sən   | jan     | ér          | *sōne / *se̮ne             |
| andare    | mennä, men-                            | minna, min-                          | mannat              | moonnađ       | mije- | mun-  | mən-    | menni, megy | *mene-                    |
| pesce     | kala                                   | kala                                 | guolli, guoli       | kyeli         | kol   | -     | kul     | hal         | *kala                     |
| mano      | käsi, käte- gen. käden, part. kättä    | käsi, kät- gen. käe, part. kätt      | giehta, gieđa       | kieta         | kit   | ki    | köt     | kéz         | *käte                     |
| occhio    | silmä                                  | silm                                 | čalbmi, čalmmi      | čalme         | šinča | śin   | sem     | szem        | *śilmä                    |
| uno       | yksi, yhte- gen. yhden, part. yhtä     | üks, üht- gen. ühe, part. üht(e)     | okta, ovtta         | ohta          | ikte  | ət'ik | ĭt      | egy         | *ykte                     |
| due       | kaksi, kahte- gen. kahden, part. kahta | kaks, kaht- gen. kahe, part. kaht(e) | guokte              | kyeh´ti       | kokət | kyk   | kät     | kettő/két   | *kakta / *käktä           |
| tre       | kolme                                  | kolm                                 | golbma              | kulma         | kumət | kujim | koləm   | három       | *kolme / *kulme           |
| ghiaccio  | jää                                    | jää                                  | jiekŋa, jieŋa       | jiena         | ij    | ji    | jöŋk    | jég         | *jäŋe                     |
| pidocchio | täi                                    | täi                                  | dihkki              | tikke         | tij   | toj   | tögtəm  | tetű        | *täje                     |

(Note ortografiche: l'háček (š) denota un'articolazione palatoalveolare, mentre l'accento (ś) denota un'articolazione palatale secondaria. La lettera finlandese "y" [y] rappresenta lo stesso fonema della lettera "ü" di altre lingue europee. La spirante dentale sonora [ð] è all'origine della "d" standard finlandese, che viene realizzata in modi differenti a seconda del dialetto. Lo stesso suono viene indicato con la lettera "đ" nelle lingue sami. La "č" è un'affricata palatoalveolare sorda [ʧ]. La "gy" ungherese è palatalizzata [dʲ], non una "g".)

### Il pesce vivo nuota sott'acqua
"Il pesce vivo nuota sott'acqua" è la traduzione italiana di una frase completa di cui, nelle tre lingue ugrofinniche più diffuse, il finlandese, l'estone e l'ungherese, si riesce ancora a riconoscerne la comune origine, tracciabile al comune antenato delle tre lingue. La filologa estone Mall Hellam, che ha ideato la serie dei tre enunciati, ha inoltre sostenuto che sarebbe mutuamente intelligibile. Il fatto che solo una frase di questo tipo sia conosciuta sottolineerebbe la divergenza tra le lingue baltofinniche e le lingue ugriche.
La frase si traduce nelle tre lingue:
- Estone: Elav kala ujub vee all.
- Finlandese: Elävä kala ui veden alla.
- Ungherese: Eleven hal úszik a víz alatt.

Anche se l'origine comune è facile da notare, la frase non è effettivamente mutuamente intelligibile: uno studioso dell'università della Pennsylvania, Geoffrey Pullum, ha rilevato che i finlandesi non capiscono la frase ungherese e gli ungheresi non capiscono la frase finlandese. Nonostante ciò, ogni parola può essere ricostruita sulla base del proto-ugrofinnico e non è un prestito linguistico più recente.

### Numeri
I numeri dall'1 al 10 in finlandese, estone, võro, sami settentrionale, ersiano, mari, mansi, ungherese e proto-ugro-finnico.
| Numero | Italiano | Finlandese | Estone  | Võro   | Nord sami | Inari sami | Ersiano | Mari      | Mansi   | Ungherese | Proto-U-F |
| ------ | -------- | ---------- | ------- | ------ | --------- | ---------- | ------- | --------- | ------- | --------- | --------- |
| 1      | uno      | yksi       | üks     | ütś    | okta      | ohta       | vejke   | ikte      | akva    | egy       | *ykte     |
| 2      | due      | kaksi      | kaks    | katś   | guokte    | kyeh´ti    | kavto   | kokət     | kityg   | kettő     | *kakte    |
| 3      | tre      | kolme      | kolm    | kolm   | golbma    | kulma      | kolmo   | kumət     | hurum   | három     | *kolm-    |
| 4      | quattro  | neljä      | neli    | nelli  | njeallje  | nelji      | ńiľe    | nələt     | nila    | négy      | *neljä-   |
| 5      | cinque   | viisi      | viis    | viiś   | vihtta    | vitta      | veƭe    | wizət     | at      | öt        | *vit(t)e  |
| 6      | sei      | kuusi      | kuus    | kuuś   | guhtta    | kutta      | koto    | kuδət     | hot     | hat       | *kut(t)e  |
| 7      | sette    | seitsemän  | seitse  | säidse | čieža     | čiččam     | śiśem   | šəmət     | sat     | hét       | [ignoto]  |
| 8      | otto     | kahdeksan  | kaheksa | katõsa | gávcci    | käävci     | kavkso  | kandaš(e) | ńololov | nyolc     | [ignoto]  |
| 9      | nove     | yhdeksän   | üheksa  | ütesä  | ovcci     | oovce      | vejkse  | indeš(e)  | ontolov | kilenc    | [ignoto]  |
| 10     | dieci    | kymmenen   | kümme   | kümme  | logi      | love       | kemeń   | lu        | lov     | tíz       | [ignoto]  |

Non si è mai avuta una ricostruzione certa per i numeri da 7 a 10. Una possibile ricostruzione per 8 e 9 è *kak+teksa "10–2" e *yk+teksa "10–1", in cui *teksa, da deka, è un prestito indoeuropeo; si noti che la differenza tra /t/ e /d/ non è fonematica, come invece in indoeuropeo.